# Municipio 6 (Arkansas)
El municipio 6 (en inglés: Township 6) es un municipio ubicado en el condado de Benton en el estado estadounidense de Arkansas. En el año 2010 tenía una población de 14033 habitantes y una densidad poblacional de 258,88 personas por km².

## Geografía
El municipio 6 se encuentra ubicado en las coordenadas 36°22′49″N 94°7′44″O / 36.38028, -94.12889. Según la Oficina del Censo de los Estados Unidos, el municipio tiene una superficie total de 54.21 km², de la cual 54.15 km² corresponden a tierra firme y (0.1%) 0.05 km² es agua.

## Demografía
Según el censo de 2010, había 14033 personas residiendo en el municipio 6. La densidad de población era de 258,88 hab./km². De los 14033 habitantes, el municipio 6 estaba compuesto por el 74.3% blancos, el 1.29% eran afroamericanos, el 1.35% eran amerindios, el 3.57% eran asiáticos, el 0.24% eran isleños del Pacífico, el 16.2% eran de otras razas y el 3.06% pertenecían a dos o más razas. Del total de la población el 25.23% eran hispanos o latinos de cualquier raza.